# Ribersborg
Ribersborg är ett delområde i stadsområdet Innerstaden i Malmö.   
Ribersborg ligger mellan Malmöhus slott och Fridhems villastad, mindre än en kilometer från centrum och avgränsas av gatorna Ribersborgsvägen, Limhamnsvägen, Mariedalsvägen och Regementsgatan.  
Ribersborg kännetecknas som en öppen kvartersstad. Det präglas av den tydliga och anslående stadsplanen där husens gruppering i kombination med storskaligheten och det traditionellt utformade gatunätet ger området dess unika karaktär. Ribersborgs särdrag förstärks av husens mångskiftande och formrika arkitektur där de stora och ofta kraftfullt artikulerade byggnadsvolymerna längs havsfronten dominerar.   
Området är relativt tättbefolkat och har ett förhållandevis stort kommersiellt utbud, vilket bidrar till områdets stadsmässighet. Här finns även livsmedelsbutik ICA Ribersborg. I översiktsplanen för Malmö 2000 utpekas hela Ribersborgsområdet som ett av kommunens särskilt kulturhistoriskt värdefulla områden enligt PBL.

## Namn och historik

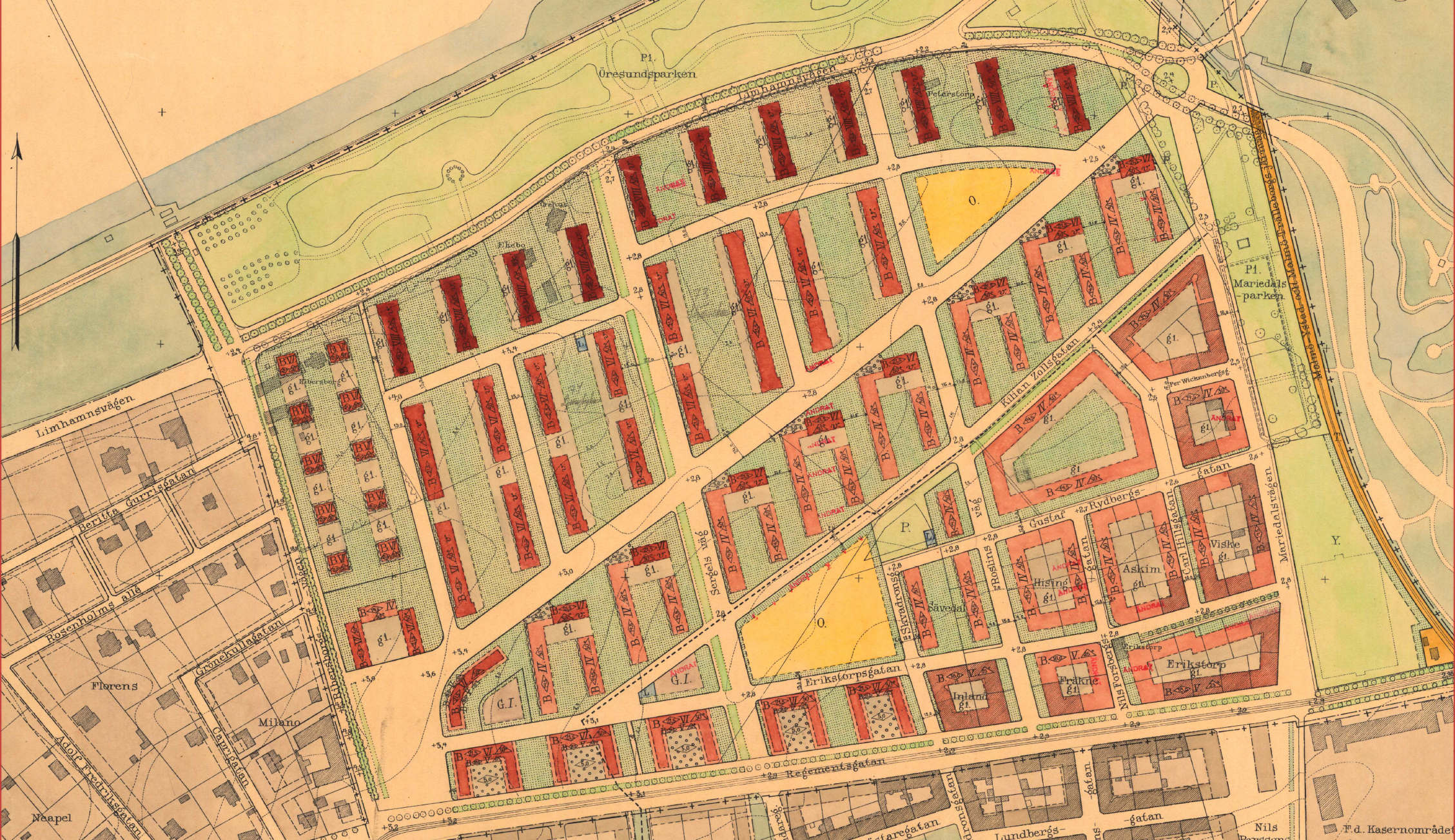
Utdrag från Förslag till Stadsplan för del av Slottsstaden (Ribersborg m.m.) i Malmö från 1936 signerad av förste stadsingenjör Erik Bülow-Hübe.

Ribersborgsområdet var fram till 1900-talets början fortfarande landsbygd med gårdar som Ribersborg, Mariedal och Erikstorp. Till gårdarna hörde även torp, till exempel Petterstorp som kom att ge namn åt kvarteret Peterstorp. Områdets namn härstammar från köpmannen Jöran Riber (född 1704, död 1763), vars lantställe hade uppkallats efter sin ägare. Namnet kunde förr även uttalas med v-ljud: Riversborg, och skrivs även Rifversborg på en rekognoseringskarta från 1812.
Den stadsplan som mest ligger till grund för områdets utformning togs fram 1936 av stadsingenjör Erik Bülow-Hübe. Kvarteren i de sydöstra delarna av området hade redan då börjat uppföras med sluten bebyggelse, men i övrigt domineras planen av nordsydligt orienterade lamellhus där ledorden präglades av funktionalismens ideal om ljus och luft. De L-formade husen söder om Tessins väg placerades så att man i lägenheterna åt norr skulle få utsikt mot Ribersborgsstranden och Öresund i siktlinjen mellan de höga skivhusen. Planen från 1936 (med vissa ändringar 1954) kom i princip att fullföljas. De sista skivhusen norr om Tessins väg stod färdiga på 1970-talet. Trots den långa utbyggnadstiden har husen en relativt likformig utformning. 
I ursprungsplanen skulle kvarteret Ribersborg bebyggts med tio sexvåningars punkthus men detta genomfördes aldrig. De senaste byggnationerna skedde i slutet av 1990-talet och i början av 00-talet i kvarteren Krageholm och Mo där det tidigare funnits parkeringsplats och bensinstation.

### Ribershus

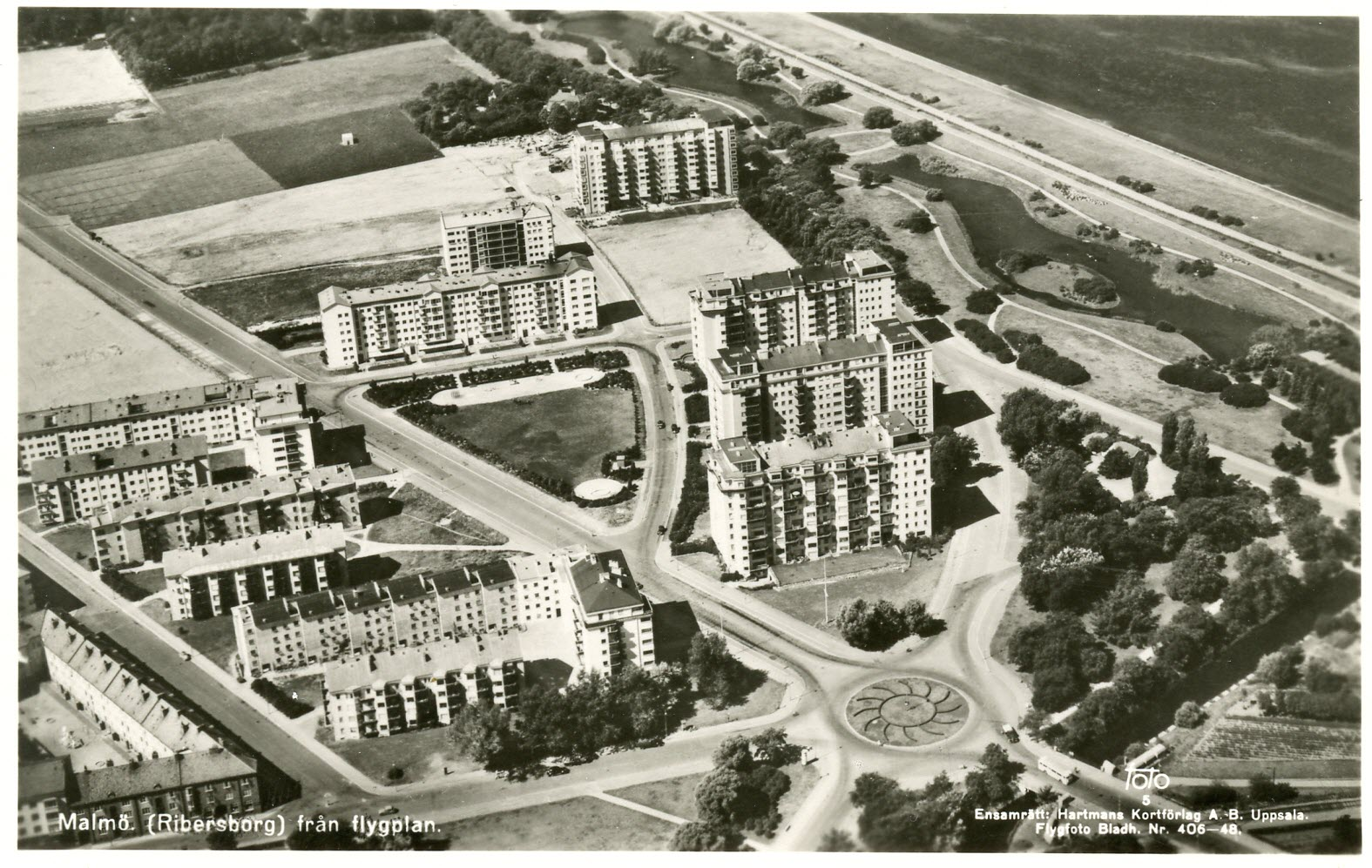
Malmö (Ribersborg) från flygplan. Vykort från 1942

Ett av Malmös mest kända områden är Ribershus som med bl.a. sina tre höghus i kvarteret Peterstorp uppfördes av byggmästaren Eric Sigfrid Persson mellan 1937 och 1943 efter ritningar av arkitekterna Nils Einar Eriksson, David Helldén och Stig Dranger. Det var inte de första renodlat funktionalistiska husen i Malmö, men de har ändå kommit att framstå som några av de främsta representanterna för Malmös funkis. Husen har en utpräglat modernistisk karaktär med stora fönsterytor, vitputsade fasader och platta tak. Niovåningshusen fick stora, smäckra balkonger och indragna takvåningar som avslutades med stora skärmtak. De kom att bli stilbildande för de följande husen längs Limhamnsvägen. Särskilt anmärkningsvärda är de mycket stora "perspektivfönstren", det vill säga stora pivåhängda vridfönster utan poster och spröjsar. De var byggmästarens eget patent och i Riberhus användes de för första gången. Det första av husen i raden (men det andra som byggdes) och som ritades av David Helldén och Stig Dranger 1937, var det mest påkostade av de tre och utrustades bland annat med varmgarage för bilar, våningar i 2½ etage, entresolplan, kalkstensgolv och öppna spisar (nu belagda med eldningsförbud). Redan 1992 väcktes frågan om byggnadsminnesförklaring av de tre fastigheterna i kvarteret Petersborg. Detta avslogs dock av Länsstyrelsen 1997. Motiveringen var bland annat att husen genomgått så stora förändringar att de till en del har förlorat sitt kulturhistoriska värde med avseende på ursprunglighet. Originalfönstren i Ribershus byttes ut år 2000 till moderna, men med märkbart mindre fönsteryta. Mellan 2014 och 2016 pågick en omtalad totalrenovering av husets ägare HSB Sundsfastigheter där man förutom de invändiga förändringarna målade om husets vita fasad i en mörkare beige färg.

### Arkitekter och byggherrar
Även om Eric Sigfrid Persson och de arkitekter han anlitade är de mest kända finns det flera andra namnkunniga aktörer som stod bakom uppbyggnaden av Ribersborg. Det första flerbostadshuset i området uppfördes av en bostadsförening för anställda vid Kockums efter ritningar av August Ewe och Carl Melin. Privata byggmästare i rollen som byggherrar stod för flertalet av byggnationerna. Kända arkitekter som signerat ritningar till hus i området är Elof Andersson, Tage Møller, Per G. Sandblom, Carl-Axel Stoltz, Valter Ahlqvist, Axel Carlsson, Svenivar Ekstrand, Thorsten Roos och  Bror Thornberg. Under 1940- och 50-talen uppfördes enstaka hus av HSB och MKB. HSB anlitade dels sitt arkitektkontor i Malmö, dels andra lokala arkitekter. Vid Nils Forsbergs plats byggde MKB tre hus i början av 1950-talet, samtliga ritade av Axel Carlsson. I enstaka fall var arkitekt och byggherre samma person, som Gösta Olson, vilken lät rita och uppföra Ljungbyhus 10 1956.

## Miljö

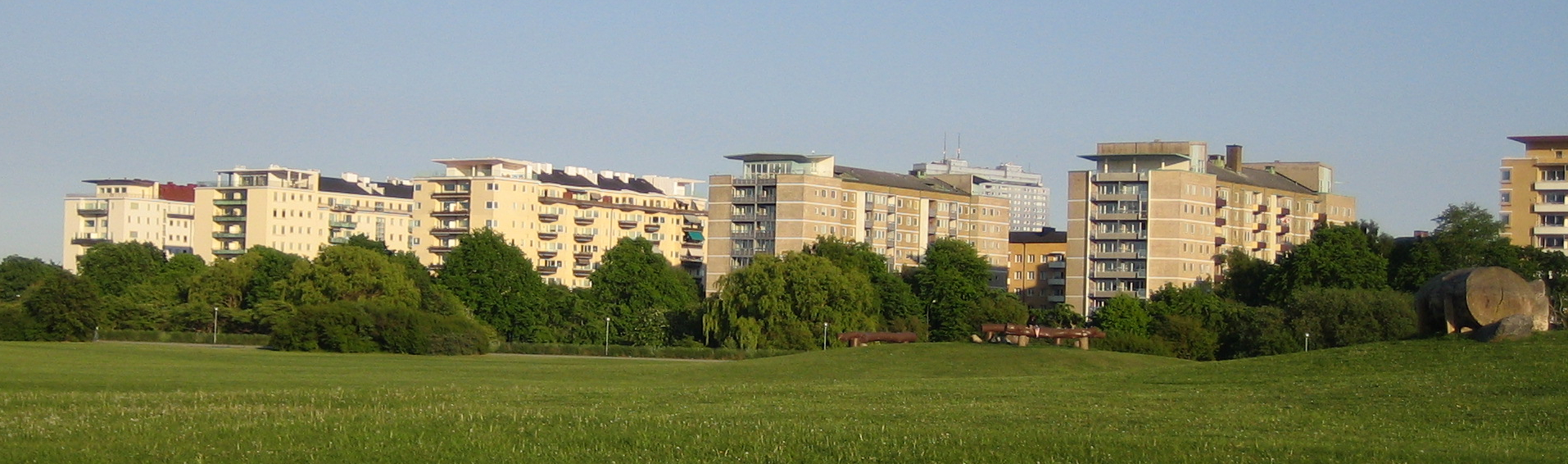
Skivhus längs Limhamnsvägen. Längst till vänster ligger Ribershus.

Ribersborg är högt exploaterat och mycket tättbebyggt, men har genom sitt havsnära läge blivit ett av Malmös mest attraktiva bostadsområden. Området byggdes ut under en lång period, från det sena 1910-talet till 1960-talet och det finns huvudsakligen tre bebyggelsetyper: I de sydöstra delarna sluten kvartersbebyggelse med enhetlig takfotshöjd, i kvarteren närmast havet höga skivhus och, mot söder, öppen gårdsbebyggelse i lägre skala. Skivhusen är nio våningar mot havet och Öresundsparken, medan höjderna trappas ner inåt land mot Regementsgatan. I de äldsta delarna dominerar ett klassicistiskt formspråk. Under 1930- talet blir det vanligt med övergångsformer i gränslandet mellan nordisk klassicism och funktionalism. Arkitekturen från 1950- och 60-talen dominerar området och den präglas av den relativt stora skalan i kombination med en ganska stor formrikedom och ibland även viss lekfullhet (exempelvis Kollektivhuset på Tessins väg). Fasaderna är företrädesvis i tegel och karakteriseras av väl tilltagna balkonger och ibland påtagligt stora vridfönster.   
En relativt hög andel av husen i området är välbevarade, ibland i det närmaste i originalskick. De yngre husen i området, det vill säga de byggda efter 1945, är i allmänhet i gott skick, även om fönster är utbytta i en del fall och tilläggsisolerade med lättmetall i andra. En del entréer har förändrats och på vissa hus har ursprungliga balkongfronterna ersatts. Inget av de yngre husen är tilläggsisolerat, vilket är fallet med enstaka äldre. 

## Gator
Gatorna i området bär namn som främst knyter an till svenska konstnärer, författare och arkitekter. Några exempel;  Roslins väg, Sergels väg, Nicoloviusgatan, Ernst Ahlgrensgatan, Carl Hillsgatan. Diagonalt genom området går Tessins väg från Fridhemstorget till Malmös första rondell, Turbinen. 

## Skolor & förskolor
Två skolor ligger inom området. 
- Ribersborgsskolan (F-6) ligger i mitten av området, öster om Sergels väg. Skolan är uppförd i gult tegel och har tegelbelagda sadeltak. Den ritades av Ludvig Nilsson och Clas Almquist år 1945.
- Fridhemsskolan (F-5) ligger i anslutning till Fridhemstorget. Byggnadskomplexet, som är ritat av Thorsten Roos och Bror Thornberg 1957, uppfördes i rött tegel med inslag av betong och har pulpettak.

Flera förskolor ligger inom området som exempelvis Ribersborgs förskola och Vilda Västerns förskola.

## Fridhemstorget & S:t Andreas kyrka

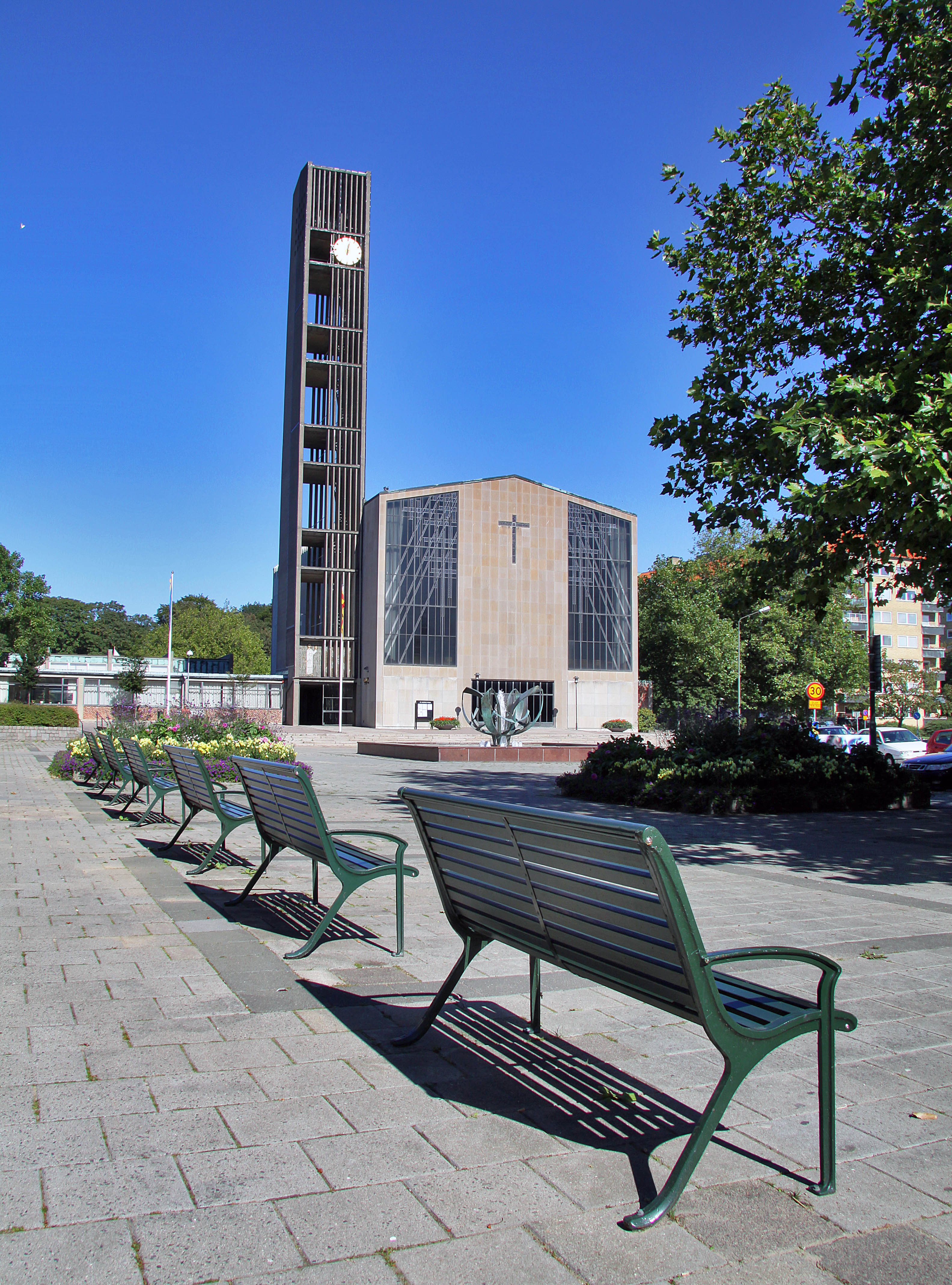
Fridhemstorget från söder med S:t Andreaskyrkan i fonden. Bronsskulpturen i fontänen är Passionsblomman av Thure Törn (1963).

Fridhemstorget ligger i de västligaste delarna av Ribersborg. Det var ett av de sista torgen i svensk stadsmiljö som byggdes på traditionellt sätt med en ram av offentliga institutioner som skola, biograf och där områdets kyrka S:t Andreas fick en mycket framträdande plats.
S:t Andreas kyrka, med plats för 650 personer, invigdes 1959 och ritades av Thorsten Roos och Bror Thornberg. Kyrkobyggnaden har en tidstypisk arkitektur men anknyter också till äldre kyrkobyggande genom att den har formen av en basilika. Huvudbyggnaden flankeras av en 41 meter hög kampanil. Kyrkan är uppförd av betong och har en fasad klädd med kalksten. Kyrkobyggnaden är sammankopplad med församlingslokaler, och de bildar tillsammans med Fridhemsskolan ett slutet närmast klosterliknande komplex. De anslutande församlingslokalerna är huvudsakligen uppförda i rött tegel. Här finns även en vinterträdgård. Genom kyrkans placering i fonden av Fridhemstorget för den tankarna till Sydeuropa, i synnerhet Italien. Detta förstärks av utformningen med den dominerande gavelfasaden och den magnifika kampanilen.

## Parker
Tessinparken är den enda parken inom det egentliga Ribersborg men på norra sidan av Limhamnsvägen sträcker sig Öresundsparken längs områdets hela norra sida. Österut tar Slottsparken vid på andra sidan Mariedalsvägen.

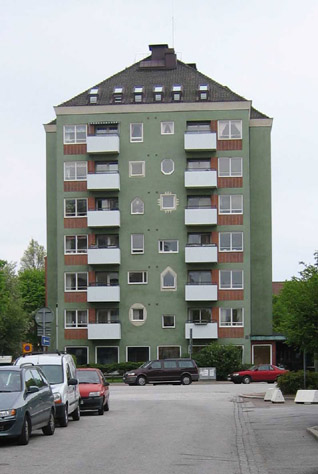
Kollektivhuset på Tessins väg uppfördes 1951 efter ritningar av Thorsten Roos och Bror Thornberg. Punkthuset fick en utformning som ur flera aspekter avviker från omgivningen. Med sitt pyramidtak och gröna putsfasad står det ut i gaturummet och de individuella, lekfulla fönsterformerna förstärker husets särprägel.